# Kulhama
Kulhama es un pueblo situado en Tangmarg Tehsil de Baramulla, en el territorio de la unión india de Jammu y Cachemira.  El pueblo se encuentra a 42 kilómetros de la sede del distrito de Baramulla y a 7 kilómetros de la sede de Tehsil Tangmarg.

## Población
En 2011, se registró un total de 511 personas viviendo en Kulhama 

## Idioma
En Kulhama se habla Cachemir y Urdu 

## Código Postal
193402 (referencia de Google Maps)
- Datos: Q85846343